# Windsurf World Cup 2002
Der Windsurf World Cup 2002 begann mit dem Wave World Cup in Agüimes (Spanien) am 8. April 2002 und endete mit dem Freestyle World Cup in Kralendijk (Bonaire) am 16. Dezember 2002.

## World-Cup-Wertungen

### Wave
| Rang | Name             | Land                   | Punkte |
| ---- | ---------------- | ---------------------- | ------ |
| 01   | Kevin Pritchard  | Vereinigte Staaten     | 2100   |
| 02   | Bjørn Dunkerbeck | Spanien                | 2067   |
| 03   | Nik Baker        | Vereinigtes Königreich | 2034   |
| 04   | Josh Angulo      | Vereinigte Staaten     | 2001   |
| 05   | Scott McKercher  | Australien             | 1968   |
| 06   | Vidar Jensen     | Norwegen               | 1935   |
| 07   | Antoine Albeau   | Frankreich             | 1886   |
| 07   | Kauli Seadi      | Brasilien              | 1886   |
| 09   | Greg Allaway     | Australien             | 1803   |
| 09   | Xavier Huart     | Frankreich             | 1803   |
| 09   | Marco Pérez      | Spanien                | 1803   |

| Rang | Name                 | Land               | Punkte |
| ---- | -------------------- | ------------------ | ------ |
| 01   | Daida Ruano Moreno   | Spanien            | 2100   |
| 02   | Karin Jaggi          | Schweiz            | 2067   |
| 03   | Anne-Marie Reichmann | Niederlande        | 2034   |
| 04   | Colette Guadagnino   | Venezuela          | 2001   |
| 05   | Nayra Alonso         | Spanien            | 1919   |
| 05   | Angela Martinez      | Spanien            | 1919   |
| 05   | Claudia Rankel       | Österreich         | 1919   |
| 05   | Tiffany Ward         | Vereinigte Staaten | 1919   |
| 09   | Diane Geldof         | Niederlande        | 1820   |
| 09   | Andrea Hausberg      | Deutschland        | 1820   |

### Freestyle
| Rang | Name                | Land                   | Punkte |
| ---- | ------------------- | ---------------------- | ------ |
| 01   | Matt Pritchard      | Vereinigte Staaten     | 6251   |
| 02   | Ricardo Campello    | Venezuela              | 6135   |
| 03   | Nik Baker           | Vereinigtes Königreich | 6020   |
| 04   | Robby Swift         | Vereinigte Staaten     | 5987   |
| 05   | Everon Frans        | Australien             | 5805   |
| 06   | Kauli Seadi         | Brasilien              | 5739   |
| 07   | Dionicio Guadagnino | Venezuela              | 5640   |
| 07   | Josh Stone          | Vereinigte Staaten     | 5640   |
| 09   | John Skye           | Vereinigtes Königreich | 5624   |
| 10   | Vidar Jensen        | Norwegen               | 5558   |

| Rang | Name                 | Land        | Punkte |
| ---- | -------------------- | ----------- | ------ |
| 01   | Karin Jaggi          | Schweiz     | 6218   |
| 02   | Colette Guadagnino   | Venezuela   | 6152   |
| 03   | Daida Ruano Moreno   | Spanien     | 4200   |
| 04   | Tanja Emig           | Österreich  | 4035   |
| 05   | Angela Martinez      | Spanien     | 3804   |
| 06   | Claudia Rankel       | Österreich  | 3771   |
| 07   | Julia Deutsch        | Österreich  | 2001   |
| 07   | Anne-Marie Reichmann | Niederlande | 2001   |
| 09   | Anne-Kathrin Stevens | Deutschland | 1968   |
| 10   | Diane Geldof         | Niederlande | 1935   |
| 10   | Andrea Hausberg      | Deutschland | 1935   |

### Race
| Rang | Name                 | Land               | Punkte |
| ---- | -------------------- | ------------------ | ------ |
| 01   | Steve Allen          | Australien         | 4101   |
| 02   | Antoine Albeau       | Frankreich         | 4068   |
| 02   | Wojtek Brzozowski    | Polen              | 4068   |
| 02   | Kevin Pritchard      | Vereinigte Staaten | 4068   |
| 05   | Micah Buzianis       | Vereinigte Staaten | 4002   |
| 06   | Michael Polanowski   | Polen              | 3606   |
| 07   | Sam Ireland          | Australien         | 3540   |
| 08   | Gonzalo Costa Hoevel | Argentinien        | 3507   |
| 09   | Brian Röglid         | Dänemark           | 3474   |
| 10   | Arnon Dagan          | Israel             | 3441   |

| Rang | Name               | Land                   | Punkte |
| ---- | ------------------ | ---------------------- | ------ |
| 01   | Dorota Staszewska  | Polen                  | 4200   |
| 02   | Lucy Horwood       | Vereinigtes Königreich | 4134   |
| 03   | Verena Fauster     | Italien                | 3969   |
| 04   | Margit Germany     | Österreich             | 3837   |
| 05   | Anna Wegrzynek     | Polen                  | 3573   |
| 06   | Jozefina Rudzinska | Polen                  | 3555   |
| 07   | Ewelina Majcherek  | Polen                  | 3540   |
| 08   | Christine Johnston | Vereinigtes Königreich | 2034   |
| 09   | Jenny Le Bihan     | Frankreich             | 2001   |
| 10   | Geraldine Jambert  | Frankreich             | 1968   |
| 10   | Olga Malysheva     | Russland               | 1968   |

## Podestplatzierungen Männer

### Wave
| Datum               | Ort            | 1. Platz                                   | 2. Platz                                   | 3. Platz                                   |
| ------------------- | -------------- | ------------------------------------------ | ------------------------------------------ | ------------------------------------------ |
| 08.04. – 14.04.2002 | Agüimes        | Wettkampf wegen zu wenig Wind abgebrochen. | Wettkampf wegen zu wenig Wind abgebrochen. | Wettkampf wegen zu wenig Wind abgebrochen. |
| 09.07. – 19.07.2002 | Pozo Izquierdo | Kevin Pritchard                            | Bjørn Dunkerbeck                           | Nik Baker                                  |
| 21.09. – 29.09.2002 | Sylt           | Wegen zu wenig Wind abgesagt.              | Wegen zu wenig Wind abgesagt.              | Wegen zu wenig Wind abgesagt.              |
| 03.10. – 10.10.2002 | Brandon        | Wegen zu wenig Wind abgesagt.              | Wegen zu wenig Wind abgesagt.              | Wegen zu wenig Wind abgesagt.              |

### Freestyle
| Datum               | Ort               | 1. Platz                 | 2. Platz                 | 3. Platz                 |
| ------------------- | ----------------- | ------------------------ | ------------------------ | ------------------------ |
| 04.07. – 07.07.2002 | Torbole *         | Colin Sifferlen          | Nik Baker                | Josh Stone               |
| 09.07. – 19.07.2002 | Pozo Izquierdo    | Matt Pritchard           | Nik Baker                | Ricardo Campello         |
| 26.07. – 30.07.2002 | Costa Calma       | Ricardo Campello         | Vidar Jensen Robby Swift | Vidar Jensen Robby Swift |
| 26.07. – 30.07.2002 | Magdalenen-Inseln | Nik Baker Matt Pritchard | Nik Baker Matt Pritchard | Josh Stone               |
| 11.12. – 16.12.2002 | Kralendijk        | Everon Frans             | Matt Pritchard           | Douglas Diaz             |

Es wurden außerdem vier Events als Qualifikationswettkämpfe ausgetragen:
| Datum               | Ort                | 1. Platz       | 2. Platz         | 3. Platz        |
| ------------------- | ------------------ | -------------- | ---------------- | --------------- |
| 16.04. – 21.04.2002 | Leucate            | Antoine Albeau | Webster Pedrick  | Mathieu Bonno   |
| 22.04. – 29.04.2002 | Podersdorf         | Remko de Weerd | Diony Guadagnino | Webster Pedrick |
| 08.07. – 10.07.2002 | West Dennis        | Matt Pritchard | Keke Dammers     | Everon Frans    |
| 11.07. – 16.07.2002 | Sant Pere Pescador | Elton Frans    | Everon Frans     | Vidar Jensen    |

### Race
| Datum               | Ort  | 1. Platz        | 2. Platz       | 3. Platz         |
| ------------------- | ---- | --------------- | -------------- | ---------------- |
| 06.08. – 11.08.2002 | Łeba | Steve Allen     | Micah Buzianis | Wojtek Brozowski |
| 21.09. – 29.09.2002 | Sylt | Kevin Pritchard | Antoine Albeau | Wojtek Brozowski |

## Podestplatzierungen Frauen

### Wave
| Datum               | Ort            | 1. Platz                      | 2. Platz                      | 3. Platz                      |
| ------------------- | -------------- | ----------------------------- | ----------------------------- | ----------------------------- |
| 08.04. – 14.04.2002 | Agüimes        | Wegen zu wenig Wind abgesagt. | Wegen zu wenig Wind abgesagt. | Wegen zu wenig Wind abgesagt. |
| 09.07. – 19.07.2002 | Pozo Izquierdo | Daida Ruano Moreno            | Karin Jaggi                   | Anne-Marie Reichmann          |
| 21.09. – 29.09.2002 | Sylt           | Wegen zu wenig Wind abgesagt. | Wegen zu wenig Wind abgesagt. | Wegen zu wenig Wind abgesagt. |
| 03.10. – 10.10.2002 | Brandon        | Wegen zu wenig Wind abgesagt. | Wegen zu wenig Wind abgesagt. | Wegen zu wenig Wind abgesagt. |

### Freestyle
| Datum               | Ort            | 1. Platz           | 2. Platz           | 3. Platz           |
| ------------------- | -------------- | ------------------ | ------------------ | ------------------ |
| 04.07. – 07.07.2002 | Torbole *      | Colette Guadagnino | Karin Jaggi        | Tanja Emig         |
| 09.07. – 19.07.2002 | Pozo Izquierdo | Daida Ruano Moreno | Karin Jaggi        | Colette Guadagnino |
| 26.07. – 30.07.2002 | Costa Calma    | Daida Ruano Moreno | Colette Guadagnino | Karin Jaggi        |
| 11.12. – 16.12.2002 | Kralendijk     | Karin Jaggi        | Colette Guadagnino | Tanja Emig         |

Es wurde außerdem ein Event als Qualifikationswettkampf ausgetragen:
| Datum               | Ort         | 1. Platz           | 2. Platz           | 3. Platz   |
| ------------------- | ----------- | ------------------ | ------------------ | ---------- |
| 08.07. – 10.07.2002 | West Dennis | Daida Ruano Moreno | Colette Guadagnino | Nori Hubbs |

### Race
| Datum               | Ort  | 1. Platz          | 2. Platz     | 3. Platz           |
| ------------------- | ---- | ----------------- | ------------ | ------------------ |
| 06.08. – 11.08.2002 | Łeba | Dorota Staszewska | Lucy Horwood | Verena Fauster     |
| 21.09. – 29.09.2002 | Sylt | Dorota Staszewska | Lucy Horwood | Christine Johnston |